# فرودگاه تالاگی
فرودگاه تالاگی (به روسی: Талаги) فرودگاهی بین‌المللی و عمومی واقع در آرخانگلسک در کشور روسیه است که توسط JSC "Arkhangelsk Airport" اداره می‌شود .

## شرکت‌های هواپیمایی و مقصدهای پروازی
| شرکت‌های هواپیمایی                 | مقصدهای پروازی                                                                            |
| --------------------------------- | ----------------------------------------------------------------------------------------- |
| آئروفلوت                          | شرمتیوو                                                                                   |
| آئروفلوت اجرا توسط روسیه ایرلاینز | پالکوو                                                                                    |
| کومی‌اویاترنس                      | کوتلاس، دوموده‌دوو                                                                         |
| Nordavia                          | دوموده‌دوو، مورمانسک، ناریان-مار، سولووکی، پالکوو, فصلی: آناپا, خرابوروفو، سیمفروپول، سوچی |
| نورداستار                         | ناریان-مار                                                                                |
| نوردویند ایرلاینز                 | چارتر فصلی: سووارنابومی، کام رانح                                                         |
| Orenburzhye                       | کیروف پوبدیلوف، مورمانسک                                                                  |
| Pegas Fly                         | چارتر فصلی: بورگاس، دیربا–زارزیس                                                          |
| یوتی‌ایر اوییشن                    | ونوکووا                                                                                   |